# Only the Strong
Only the Strong è il secondo album in studio del gruppo musicale heavy metal canadese Thor, pubblicato dall'etichetta discografica Viper Records nel 1985.

## Il disco
Il disco venne realizzato ad otto anni di distanza del primo album e presentò uno stile maggiormente orientato all'heavy metal rispetto alle sonorità hard rock del precedente. Le composizioni ricordano infatti quelle proposte da alcuni gruppi emersi dalla NWOBHM, quali Grim Reaper, Angel Witch, Cloven Hoof e Diamond Head, oltre ai più celebri Iron Maiden e Saxon. Le canzoni in alcuni casi offrono degli spunti tipici dell'epic metal, sia a livello lirico che sonoro, utilizzando dei toni solenni ed imponenti. Le linee vocali di Jon Mikl Thor hanno un piglio roccioso ed affilato e spesso vengono accompagnate da cori, conferendo diverse sfumature ad ogni brano.
Le canzoni Let the Blood Run Red e Thunder on the Tundra, sempre nel 1984, vennero estratte per la realizzazione di due singoli, sui cui lati B vennero rispettivamente inserite le tracce When Gods Collide e Hot Flames.
L'album uscì in formato LP e venne originariamente edito dalla Viper Records; negli Stati Uniti fu pubblicato dalla Enigma Records e in Europa venne dato alle stampe dalla Roadrunner Records. In seguito fu ristampato su CD nel 2002 dall'etichetta greca Unisound Records in abbinamento alla rivista True Metal, con l'aggiunta delle bonus tracks Invader e Unchained. Nel 2010 uscì nuovamente in CD tramite la Ektro Records e con l'aggiunta dei brani Lady of the Night e Warriors of the Universe registrata dal vivo, mentre nel 2014 la Dead Line Music lo ripubblicò sia su disco in vinile che in versione CD più DVD, con l'aggiunta di diverse tracce bonus e dei videoclip tratti da diversi concerti dei primi anni ottanta.

## Tracce
1. 2045 – 0:48
2. Only the Strong – 3:50
3. Start Raising Hell – 3:49
4. Knock 'Em Down – 4:08
5. Let the Blood Run Red – 4:24
6. When Gods Collide – 4:32
7. Rock the City – 4:05
8. Now Comes the Storm – 2:52
9. Thunder on the Tundra – 3:25
10. Hot Flames – 3:05
11. Ride of the Chariots – 3:35

Bonus Tracks 2002
1. Invader – 4:01
2. Unchained – 5:02

Bonus Tracks 2010
1. Lady Of The Night – 2:54
2. Warriors Of The Universe (live)

Bonus Tracks 2014
1. Wild Life – 2:35
2. Steal Your Thunder – 3:37
3. Energy – 3:46
4. We Live To Rock – 3:26
5. All Evil In My Path – 3:15
6. Forever And After – 3:24
7. Anger Is My Middle Name – 3:20
8. I Am Thunderhawk – 4:13
9. Ride Away From You – 3:11
10. Lightning Strikes (live) – 2:57
11. Thunder On The Tundra (live) – 3:48

## Formazione
- Jon Mikl Thor – voce
- Steve Price – chitarra
- Keith Zazzi – basso
- Mike Favata – batteria
- Pantera (Rusty Hamilton) – voce di sottofondo

### Produzione
- Tom Doherty – produzione
- Tony Harris – ingegneria del suono
- Gwyn Mathias – ingegneria del suono
- John Dent – mastering
- Danny Johnson  – grafica